# Trimethylsilylchlorid
Trimethylsilylchlorid, také nazývaný chlortrimethylsilan, zkráceně TMSCL, je organická sloučenina křemíku, halogenderivát silanu. Jedná se o bezbarvou těkavou kapalinu, která je stabliní za nepřítomnosti vody. Má široké využití v organické chemii.

## Příprava
TMSCL se připravuje reakcí methylchloridu se slitinou křemíku a mědi. Hlavním cílem tohoto procesu je získání dimethyldichlorsilanu, ovšem vznikají také významná množství trimethylových a monomethylových produktů. Odpovídající reakce jsou (Me = CH3):
x MeCl + Si → Me3SiCl, Me2SiCl2, MeSiCl3...
2-4 % získaných produktů tvoří monochlorid, který vytváří azeotropní směs s MeSiCl3.

## Reakce a použití
TMSCL snadno reaguje s nukleofily, přičemž je z jeho molekuly odstraněna chloridová skupina. Při jedné z typických reakcí je nukleofilem voda a dochází k hydrolýze za vzniku hexamethyldisiloxanu:
2 Me3SiCl + H2O → Me3Si-O-SiMe3 + 2 HCl
Obdobnou reakci s alkoholy lze využít k tvorbě bezvodých roztoků kyseliny chlorovodíkové v alkoholech, které se používají při mírné syntéze nitrilů nebo esterů z karboxylových kyselin stejně jako na přípravu acetalů z ketonů. Trimethylsilylchlorid se také používá na silanizaci laboratorního skla, díky čemuž jsou povrchy více lipofilní.

### Silylace v organické syntéze
Při silylaci polární funkční skupiny jako alkoholy a aminy snadno reagují s trimethylsilylchloridem za vzniku trimethylsilyletherů a trimethylsilylaminů. Tyto připojené skupiny „ochraňují“ původní skupiny odstraněním labilních protonů a snížením zásaditosti heteroatomu. Chránicí skupiny (zde Me3Si-O a Me3Si-N) lze později odstranit (což se nazývá „deprotekce“). Trimethylsilylace může být také použita na zvýšení těkavosti sloučeniny, čímž se dá provést plynová chromatografie i u jinak netěkavých látek jako je glukóza. TMSCL rovněž reaguje s acetylidy kovů za vzniku trimethylsilylalkynů jako je například bis(trimethylsilyl)acetylen.
Za přítomnosti triethylaminu a diisopropylamidu lithného jsou enolizovatelné aldehydy, ketony a estery převáděny na trimethylsilylenolové ethery. I přes jejich hydrolytickou nestabilitu mají tyto sloučeniny značné využití v organické chemii; zoxidováním dvojné vazby epoxidací nebo dihydroxylací lze obnovit původní karbonylové skupiny s alkoholovou skupinou na alfa uhlíku. Trimethylsilylenolové ethery mohou být rovněž použity jako maskované ekvivalenty enolátů v Mukaiyamově aldolové adici.

### Ostatní reakce
Trimethylsilylchlorid se používá na přípravu trimethylsilylhalogenidů a pseudohalogenidů jako jsou trimethylsilylfluorid, trimethylsilylbromid, trimethylsilyljodid, trimethylsilylkyanid, trimethylsilylazid a trimethylsilyltriflát (TMSOTf). Tyto látky se tvoří podvojnou záměnou mezi trimethylsilylchloridem a (pseudo)halogenidem (MX):
MX + Me3Si-Cl → MCl + Me3Si-X
TMSCl, lithium a molekulární dusík vzájemně reagují za vzniku tris(trimethylsilyl)aminu (katalyzátorem je nichromový drát nebo chlorid chromitý):
6 Me3SiCl + 6 Li + N2 → 2 (Me3Si)3N + 6 LiCl
Touto reakcí lze do organického substrátu zavést vzdušný dusík; například tris(trimethylsilyl)amin reaguje s α,δ,ω-triketony za vzniku tricyklických pyrrolů.
Redukcí trimethylsilylchloridu vzniká hexamethyldisilan:
2 Me3SiCl + 2 Na → 2 NaCl + Me3Si-SiMe3